# Hercegovsko-neretvanský kanton
Hercegovsko-neretvanský kanton (chorvatsky Hercegovačko-neretvanska županija, bosensky Hercegovačko-neretvanski kanton) je jeden z kantonů Federace Bosny a Hercegoviny na jihu Bosny a Hercegoviny. Jeho hlavním městem je Mostar.

## Charakter kantonu
Kanton se rozkládá zhruba v povodí řeky Neretvy. Většinu obyvatelstva tvoří Chorvati (hlavně u hranic s Chorvatskem), na severu žijí ale také Muslimové. Téměř celé území regionu je hornaté (pohoří Prenj, Čabulja a Vran), jako celá země, na jihu se ale údolí Neretvy rozšiřuje do úrodné nížiny (Humina), která pokračuje do Chorvatska a k Jaderskému moři. Jediná železniční trať procházející kantonem vede ze Sarajeva přes Konjic do Mostaru a dále k moři do Ploče. Silniční síť je řídká a v podstatě pouze spojuje Mostar se zbytkem světa.

## Významná města
- Mostar (hlavní)
- Čapljina
- Čitluk
- Jablanica
- Konjic
- Neum
- Stolac
- Prozor
- Ravno

## Obyvatelstvo
Z deseti kantonů, které tvoří Federaci Bosny a Hercegoviny, je Hercegovsko-neretvanský kanton jedním ze dvou kantonů, druhým je Středobosenský kanton, téměř stejně obydlený Bosňáky a Chorvaty. V těchto kantonech existují speciální legislativní postupy na ochranu konstitučních etnických skupin.
Chorvati tvoří většinu v obcích Čapljina, Čitluk, Neum, Prozor-Rama a Ravno a relativní většinu ve Stolaci a Mostaru podle sčítání lidu z roku 2013. Bosňáci tvoří absolutní většinu v obcích Jablanica a Konjic.

### Sčítání 2013
| Opčina      | Národnost | Národnost | Národnost | Národnost | Národnost | Národnost | Celkem  |
| Opčina      | Bosňáci   | %         | Chorvati  | %         | Srbové    | %         | Celkem  |
| ----------- | --------- | --------- | --------- | --------- | --------- | --------- | ------- |
| Čapljina    | 4 541     | 17,36     | 20 538    | 78,51     | 714       | 2,72      | 26 157  |
| Čitluk      | 29        | 0,15      | 17 900    | 98,67     | 18        | 0,09      | 18 140  |
| Jablanica   | 9 045     | 89,45     | 726       | 7,18      | 63        | 0,62      | 10 111  |
| Konjic      | 22 486    | 89,41     | 1 553     | 6,17      | 355       | 1,41      | 25 148  |
| Mostar      | 46 752    | 44,19     | 51 216    | 48,40     | 4 421     | 4,17      | 113 169 |
| Neum        | 63        | 1,35      | 4 543     | 97,63     | 21        | 0,45      | 4 653   |
| Prozor-Rama | 3 525     | 24,69     | 10 702    | 74,94     | 3         | 0,02      | 14 280  |
| Ravno       | 20        | 0,62      | 2 633     | 81,79     | 558       | 17,33     | 3 219   |
| Stolac      | 5 544     | 38,22     | 8 486     | 58,51     | 279       | 1,92      | 14 502  |
| Kanton      | 92 005    | 41,44     | 118 297   | 53,28     | 6 432     | 2,89      | 222 007 |